# 阿爾克馬爾市政廳

阿爾克馬爾市政廳（荷蘭語：Stadhuis van Alkmaar）是荷蘭城市阿爾克馬爾的市政廳。阿爾克馬爾市政廳市政廳是一座哥特式建築，修建於1509年至1520年期間。竣工八年之後在一場大火中市政廳的很大部分被燒毀，後又重建。阿爾克馬爾市政廳現在是荷蘭的國家歷史建築。